# Браш, Карстен
Карстен Браш (нем. Karsten Braasch; род. 14 июля 1967, Марль, Северный Рейн-Вестфалия, ФРГ) — германский профессиональный теннисист и теннисный тренер. Участник Кубка Дэвиса и обладатель Кубка мира (1994) в составе сборной Германии, победитель шести турниров АТР в парном разряде.

## Спортивная карьера
Карстен Браш начал играть в теннис в шесть лет и в дальнейшем стал чемпионом Германии в помещениях среди юношей. Сыграв свои первые матчи в профессиональных теннисных турнирах в 1987 году, он впервые вышел в финал турнира класса ATP Challenger в Шикутими (Квебек) в июле 1989 года (как в одиночном, так и в парном разряде), а в марте следующего года завоевал свой первый титул на этом уровне, обыграв в финале в Эшториле (Португалия) в паре с Хендриком-Яном Давидсом двух соперников из первой сотни рейтинга.
В 1992 году Браш вошёл в число ста сильнейших игроков мира после побед на «челленджерах» в Хейльбронне (Германия) и Ренне (Франция) и выхода в четвертьфинал на турнире АТР в Сан-Франциско. Осенью он добрался до полуфинала турнира АТР в Кёльне после победы над 22-й ракеткой мира Карелом Новачеком. Следующий год был отмечен ещё одним выходом в полуфинал турнира АТР (на Кубке Кремля) и первой в карьере победой над соперником из первой десятки рейтинга — в октябре в Лионе Браш обыграл восьмую ракетку мира Андрея Медведева.
Начало 1994 года было ознаменовано тремя полуфиналами турниров АТР и победой над ещё одним игроком первой десятки — Майклом Чангом. В мае Браш принял участие в командном Кубке мира, где провёл за сборную Германии две игры в парном разряде, обыграв вместе с Патриком Кюненом соперников из России и США. В июне в Хертогенбосе (Нидерланды) Браш — на тот момент 44-я ракетка мира — вышел в единственный в карьере финал турнира АТР, где проиграл Рихарду Крайчеку, стоявшему в рейтинге примерно на два десятка мест выше. После этого турнира он достиг в рейтинге 38-го места, высшего в одиночной карьере. В июле Браш был приглашён уже в сборную Германии в Кубке Дэвиса и принёс команде важное очко в парной встрече в четвертьфинале против сборной Испании. Позже, однако, Браш и Михаэль Штих уступили в парной игре соперникам из команды России, одержавшей общую победу со счётом 4:1. За сезон Браш заработал более 300 тысяч долларов.
После двух сезонов в 1995 и 1996 году, когда Браш выступал успешно главным образом в «челленджерах», 1997 год стал для него лучшим за карьеру в парном разряде. Уже в самом начале сезона он дошёл до полуфинала в Дохе, затем, в апреле и мае в Гонконге и Мюнхене — до двух первых в карьере парных финалов на турнирах АТР, а в начале июня — до четвертьфинала Открытого чемпионата Франции, где с ним играл соотечественник Йенс Книппшильд. Сразу после Открытого чемпионата Франции Браш завоевал первый в карьере титул на турнирах АТР, победив в паре со Штихом на травяных кортах Халле в своей родной Вестфалии. До конца сезона к его достижениям добавился ещё финал турнира АТР в Базеле, по пути к которому они с Джимом Граббом обыграли одну из ведущих пар мира Даниэль Вацек—Евгений Кафельников. В итоге в ноябре Браш достиг 36-го места в парном рейтинге АТР.
В следующие несколько лет Браш не добивался особых успехов, и внимание прессы привлекли главным образом его товарищеские матчи с Сереной и Винус Уильямс, сыгранные в 1998 году после того, как младшая из сестёр объявила, что способна справиться с игроком-мужчиной, занимающим место в рейтинге ниже двухсотого. Браш, только что проигравший в первом круге Открытого чемпионата Австралии и занимавший в рейтинге 203-ю позицию, принял вызов и разгромил Серену в односетовом матче со счётом 6:1; вслед за ней он обыграл и Винус со счётом 6:2. При этом Браш перед встречей с сёстрами уже провёл партию в гольф и выпил несколько коктейлей, в перерывах между геймами курил и согласился делать только одну подачу. Более того, по словам свидетелей, он «придерживал» силу удара — после матчей он сам признался, что «играл, как шестисотая ракетка мира».
В начале нового века Браш сосредоточился на выступлениях в парном разряде, и в его игре наметился новый пик. С 2001 по 2003 год он пять раз играл в финалах турниров АТР, каждый раз одерживая победу, а в 2004 году во второй раз за карьеру достиг четвертьфинала на Открытом чемпионате Франции. С бразильцем Андре Са Браш победил в 2001 году в Гонконге сильнейшую пару мира Юнас Бьоркман—Тодд Вудбридж, а с Андреем Ольховским в 2002 году — другую ведущую пару Максим Мирный—Махеш Бхупати. К июлю 2002 года он поднялся в рейтинге на 43-е место — самое высокое за почти пять лет.
Свои последние матчи в профессиональном теннисном туре Карстен Браш провёл в середине 2005 года, в возрасте 38 лет, после того, как не смог найти партнёра для выступлений на Уимблдонском турнире. Он продолжает выступать во внутренних германских соревнованиях (сначала в теннисной Бундеслиге, а затем в турнирах ветеранов) и владеет вместе с другим бывшим теннисистом Кристианом Шеффкесом теннисной академией в Дуйсбурге.
Стиль игры
Стиль игры Карстена Браша, носящего прозвище «Кот» (нем. Katze), признаётся необычным. Помимо того, что он играет левой рукой и носит очки, у него также уникальная манера подачи, которую многие называли «штопор». Подача Браша настолько нестандартна, что он сам, по собственным словам, видя её по телевизору, не мог сдержать смех. Браш был также известен как заядлый курильщик, выкуривавший в разгар игровой карьеры по пачке «Мальборо» в день.

## Рейтинг в конце года
| Разряд    | 1987 | 1988 | 1989 | 1990 | 1991 | 1992 | 1993 | 1994 | 1995 | 1996 | 1997 | 1998 | 1999 | 2000 | 2001 | 2002 | 2003 | 2004 |
| --------- | ---- | ---- | ---- | ---- | ---- | ---- | ---- | ---- | ---- | ---- | ---- | ---- | ---- | ---- | ---- | ---- | ---- | ---- |
| Одиночный | 384  | 351  | 226  | 257  | 146  | 90   | 62   | 56   | 167  | 489  | 200  | 271  | 261  | 437  | -    | -    | -    | -    |
| Парный    | 664  | 427  | 249  | 212  | 245  | 307  | 314  | -    | 285  | 133  | 36   | 183  | 170  | 126  | 61   | 59   | 74   | 66   |

## Финалы турниров АТР за карьеру
| Результат | Дата        | Турнир                  | Покрытие | Соперник в финале | Счёт    |
| --------- | ----------- | ----------------------- | -------- | ----------------- | ------- |
| Поражение | 6 июня 1994 | Хертогенбос, Нидерланды | Трава    | Рихард Крайчек    | 3-6 4-6 |

| Результат | №  | Дата             | Турнир             | Покрытие | Партнёр           | Соперники в финале           | Счёт               |
| --------- | -- | ---------------- | ------------------ | -------- | ----------------- | ---------------------------- | ------------------ |
| Поражение | 1. | 7 апреля 1997    | Гонконг            | Хард     | Джефф Таранго     | Даниэль Вацек Мартин Дамм    | 3-6 4-6            |
| Поражение | 2. | 28 апреля 1997   | Мюнхен, Германия   | Грунт    | Йенс Книппшильд   | Пабло Альбано Алекс Корретха | 6-3 5-7 2-6        |
| Победа    | 1. | 9 июня 1997      | Халле, Германия    | Трава    | Михаэль Штих      | Дэвид Адамс Мариус Барнард   | 7-6 6-3            |
| Поражение | 3. | 29 сентября 1997 | Базель, Швейцария  | Ковёр(i) | Джим Грабб        | Марк Россе Тим Хенмен        | 6-7 7-6 6-7        |
| Победа    | 2. | 9 июля 2001      | Бостад, Швеция     | Грунт    | Йенс Книппшильд   | Симон Аспелин Эндрю Кратцман | 7-6(3) 4-6 7-6(5)  |
| Победа    | 3. | 24 сентября 2001 | Гонконг            | Хард     | Андре Са          | Петр Лукса Радек Штепанек    | 6-0 7-5            |
| Победа    | 4. | 28 января 2002   | Милан, Италия      | Ковёр(i) | Андрей Ольховский | Жюльен Бутте Максим Мирный   | 3-6 7-6(5) [12-10] |
| Победа    | 5. | 8 апреля 2002    | Оэйраш, Португалия | Грунт    | Андрей Ольховский | Симон Аспелин Эндрю Кратцман | 6-3 6-3            |
| Победа    | 6. | 8 сентября 2003  | Бухарест, Румыния  | Грунт    | Саргис Саргсян    | Симон Аспелин Джефф Кутзе    | 7-6(7) 6-2         |